# George J. Borjas
George Jesus Borjas (* 15. Oktober 1950 in Havanna) ist ein US-amerikanischer Wirtschaftswissenschaftler und Professor für Volkswirtschaftslehre und Sozialpolitik an der Harvard University. Er publiziert zu den ökonomischen Aspekten von Einwanderung.

## Leben
Borjas siedelte mit seiner Mutter 1962 von Kuba in die Vereinigten Staaten von Amerika über und machte seinen Ph. D. in Volkswirtschaftslehre 1975 an der Columbia University. Der Ökonom war von 1982 bis 1990 Professor für Volkswirtschaftslehre an der University of California und ist seit 1983 Mitglied des National Bureau of Economic Research. Seit 2002 ist der Wirtschaftswissenschaftler Professor für Volkswirtschaftslehre und Sozialpolitik an der Harvard Kennedy School der Harvard University. Die ökonomischen Aspekte von Einwanderung sind sein Forschungsschwerpunkt. Hier kommt er unter anderem zu dem Ergebnis, dass die heutige Migration die soziale Ungleichheit vergrößert: „Arbeitnehmer verlieren, weil wegen der Immigranten ihre Löhne sinken. Arbeitgeber gewinnen, weil die Immigranten die Löhne sinken lassen“. 2011 erhielt er den IZA Prize in Labor Economics.

## Schriften (Auswahl)
- Wage Policy in the Federal Bureaucracy. American Enterprise Institute, 1980
- Friends or Strangers: The Impact of Immigrants on the U.S. Economy. Basic Books, 1990
- Heaven’s Door: Immigration Policy and the American Economy. Princeton University Press, 1999, ISBN 978-0-69-108896-9.
- Labor Economics. 7. Auflage. McGraw-Hill Education, 2016, ISBN 978-0-07-802188-6.
- Immigration Economics. Harvard University Press, 2014, ISBN 978-0-674-04977-2.
- We Wanted Workers: Unraveling the Immigration Narrative. Norton, New York 2016, ISBN 978-0-393-24901-9.

## Belege
1. ↑  Lebenslauf (Memento vom 26. August 2012 im Internet Archive)
2. ↑  Zitiert nach Paul Scheffer: Die Eingewanderten, Carl-Hanser-Verlag, 2007, S. 124

| Personendaten    | Personendaten            |
| ---------------- | ------------------------ |
| NAME             | Borjas, George J.        |
| ALTERNATIVNAMEN  | Borjas, George Jesus     |
| KURZBESCHREIBUNG | US-amerikanischer Ökonom |
| GEBURTSDATUM     | 15. Oktober 1950         |
| GEBURTSORT       | Havanna                  |